# Heterometrus petersii
Heterometrus petersii ist ein in Südostasien verbreiteter Skorpion der Familie Scorpionidae.

## Beschreibung
Heterometrus petersii ist ein 90 bis 125 Millimeter langer Skorpion mit schwarzer Grundfarbe. Die Chelae und das Telson sind rötlich-braun. Die Chelae sind gerundet, mit einem Verhältnis von Länge zu Breite von 2 bis 2,2 zu 1 bei beiden Geschlechtern. Ihre Oberseite ist überwiegend glatt mit nur wenigen Kielen an den Rändern. Die Glieder der Pedipalpen zeigen in ihren Proportionen keinen Sexualdimorphismus, die beweglichen Finger der Chelae zeigen bei männlichen Tieren stärker ausgeprägte Zähne auf den Greifflächen. Der Carapax hat in der Mitte eine glatte und glänzende Oberfläche, die Ränder sind granuliert. Die Kämme des Kammorgans haben bei beiden Geschlechtern 15 bis 19 Zähne. Das Telson ist behaart und langgestreckt, mit einer Giftblase, die länger als der Giftstachel ist.
Die Art ähnelt in ihrer Morphologie dem Schwarzen Laos-Skorpion (Heterometrus laoticus. Heterometrus petersii) ist an der unterschiedlichen Bezahnung der Chelae bei männlichen und weiblichen Tieren zu erkennen, beim Schwarzen Laos-Skorpion fehlt dieser Unterschied.

## Verbreitung und Lebensraum
Als Terra typica von Heterometrus petersii wird Cochinchina angegeben, das Teile des östlichen Kambodscha und des Südens von Vietnam umfasst.
Als Verbreitungsgebiet werden Kambodscha, Laos, Vietnam und die Philippinen angegeben. Fundberichte aus Malaysia und Thailand sind zweifelhaft und könnten auf Verwechslungen mit dem Schwarzen Laos-Skorpion oder mit Heterometrus spinifer beruhen. Fundmeldungen aus den 1930er Jahren für die chinesische Insel Hainan und aus den 1940er Jahren für Manchukuo wurden bereits damals angezweifelt, es sind keine Sammlungsexemplare überliefert und die geografische Lage schließt diese Funde aus.

## Systematik

### Erstbeschreibung
Die Erstbeschreibung erfolgte durch Tamerlan Thorell im Jahr 1876 nach einem männlichen Skorpion. Bei der Erstbeschreibung listete Thorell nur in wenigen Zeilen Merkmale des Skorpions auf, dennoch entspricht sie den Regeln der zoologischen Nomenklatur.

### Unterart
- Heterometrus petersii luzonensis Couzijn, 1981: diese Unterart wurde 1981 von Couzijn nach zwei adulten weiblichen Exemplaren vom Mount Makiling auf der philippinischen Insel Luzon beschrieben. Die Unterart wurde 2002 von dem tschechische Arachnologen František Kovařík mit Heterometrus cyaneus synonymisiert.[6][7]

- Heterometrus (Heterometrus) petersii mindanaensis Couzijn, 1981: Couzijn beschrieb 1981 diese Unterart nach einem einzigen männlichen Exemplar, dessen Typlokalität er mit der philippinischen Insel Mindanao angab.[3]

### Typmaterial
Der Holotypus befindet sich in der Sammlung des Muséum national d’histoire naturelle in Paris. Couzijn hatte 1981 bei der Beschreibung von Heterometrus petersii mindanaensis einen männlichen Holotypus für diese Unterart festgelegt. Auch dieser Typus befindet sich im Pariser Muséum national d’histoire naturelle.

### Etymologie
In der Erstbeschreibung von Heterometrus petersii machte Thorell keine Angaben zur Etymologie des Artnamens. In der Einleitung nahm er jedoch wiederholt Bezug auf die 1861 erschienenen Arbeit Ueber eine neue Eintheilung der Skorpione des deutschen Naturforschers und Zoologen Wilhelm Peters. Es ist unzweifelhaft, dass der Artname Peters ehren soll.

### Synonyme und Falschschreibungen (chronologisch)
- Heterometrus megacephalus Simon, 1872: der Name wurde von Eugène Simon bereits 1872, vier Jahre vor der Erstbeschreibung, für Heterometrus petersii verwendet, den er falsch als den von Carl Ludwig Koch 1836 beschriebenen Buthus macrocephalus identifizierte und – vermeintlich – in die Gattung Heterometrus stellte.[9]
- Palamnaeus petersii Thorell, 1876: der Name wurde von Tamerlan Thorell in seiner Erstbeschreibung vergeben. Die Gattung Palamnaeus wurde 1879 von Ferdinand Karsch mit Heterometrus synonymisiert.[4][10]
- Palamnaeus silenus Simon, 1884: 1884 räumte Eugène Simon seine falsche Identifizierung des 1872 als Heterometrus megacephalus bezeichneten Skorpions ein. Er wies für den von ihm beschriebenen Skorpion darauf hin, dass dieser in verschiedenen Merkmalen von Palamnaeus petersii abweiche. Daher schlug er für diese Art den Namen Palamnaeus silenus vor. Palamnaeus silenus wurde 1981 von Couzijn mit Heterometrus (Heterometrus) petersii petersii synonymisiert.[11][12]
- Palamnaeus spinifer Pocock, 1892 (teilweise): Pocock war der Auffassung, dass Palamnaeus petersii ein Synonym von Palamnaeus spinifer sei. Er fand mit seinem Vorschlag jedoch keine Anerkennung in der Fachwelt.[13]
- Scorpio longimanus silenus Kraepelin, 1894: Karl Kraepelin synonymisierte 1894 eine Reihe von Arten mit Scorpio longimanus. Palamnaeus petersii machte er zum Synonym von Scorpio longimanus silenus.[14]
- Heterometrus longimanus petersi Kraepelin, 1905: Kraepelin stellte 1904 fest, dass der Name longimanus silenus richtig longimanus petersi heißen müsse.[15]
- Heterometrus (Heterometrus) petersii petersii Couzijn, 1981: H. W. C. Couzijn beschrieb 1981 die Untergattung Heterometrus, in die er auch Heterometrus petersii stellte. Alle von Couzijn beschriebenen Untergattungen wurden 2004 von František Kovařík in seiner Revision der Gattung Heterometrus aufgehoben.[12][16]

## Toxikologie
Durch die DNA-Analyse der Giftdrüsen von Heterometrus petersii konnte ein Gen isoliert werden, das die Synthese des amphipathischen α-helikalen Peptids Hp1090 bewirkt. Im Labor hat sich Hp1090 in vitro als viruzid gegenüber dem Hepatitis-C-Virus erwiesen. Die Substanz griff die Virushülle an und verhinderte Infektionen mit dem Virus. Von Seiten der beteiligten Forscher wurde die Hoffnung geäußert, Hp1090 könne einen therapeutischen Ansatz für die Behandlung von Infektionen mit dem Hepatitis-C-Virus liefern.